# Salix geyeriana
Saule de Geyer
Espèce
Classification APG III (2009)
Salix geyeriana, connu sous le nom de saule de Geyer (en anglais : Geyer's willow) et saule argenté (silver willow),, est une espèce de plantes à fleurs de la famille des Salicaceae. C'est un saule originaire d'Amérique du Nord. 
Le spécimen type a été récolté par le botaniste allemand Karl Andreas Geyer (en), dont on a donné le nom à l'espèce. Ses  fleurs jaunes commencent à apparaître de début mars à la fin juin, suivant les régions,.

## Description
Salix geyeriana est un arbuste atteignant 5 m de haut, formant parfois de véritables bosquets. Les feuilles sont plus ou moins lancéolées et peuvent mesurer plus de 7 cm de long. Les jeunes feuilles sont couvertes d'une pilosité blanche ou pâles, certaines feuilles adultes conservant cette texture. Elles perdent généralement leurs stipules ou en conservent seulement des vestiges. L'inflorescence est un chaton sphérique ou légèrement allongé qui ne fait guère plus de 2 cm de long. 
L'espèce se reproduit par semis naturel aussi bien que par marcottage de sections de racines que la moindre humidité conduit à s'enraciner.

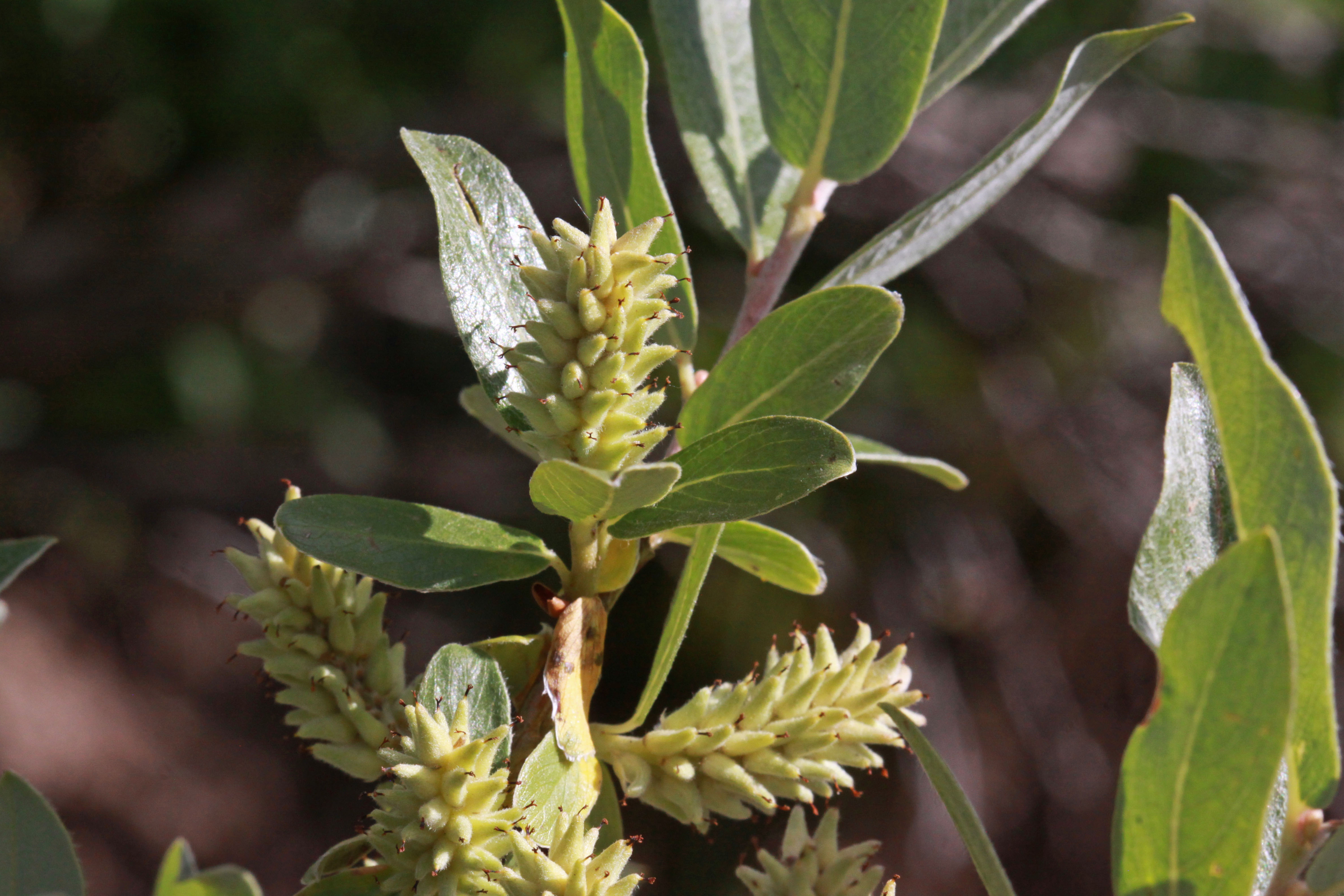
Détail des chatons.

## Habitat
Salix geyeriana se plait en tous lieux humides, bords de lacs, de rivières et marais,.

## Distribution
Salix geyeriana est natif de l'Ouest de l'Amérique du Nord. On le trouve de l'Ouest du Canada, au Sud de la Colombie-Britannique ; aux USA, dans l'État de Washington ; au centre de l'Idaho ; ouest du Montana et le Wyoming ; est de l'Oregon ; Nevada ; et nord de l'Utah ; jusqu'au sud et à l'ouest du Colorado ; le centre de la Californie ; est et centre de l'Arizona ; ouest du Nouveau-Mexique. Il est présent dans la région de Great Basin et dans les montagnes de la chaîne des Cascades, des Rocheuses, nord et sud de la sierra Nevada, et les montagnes de San Bernardino. On trouve de denses populations sur le plateau de Kern et près de la Kern River,,,,.

## Hybridations

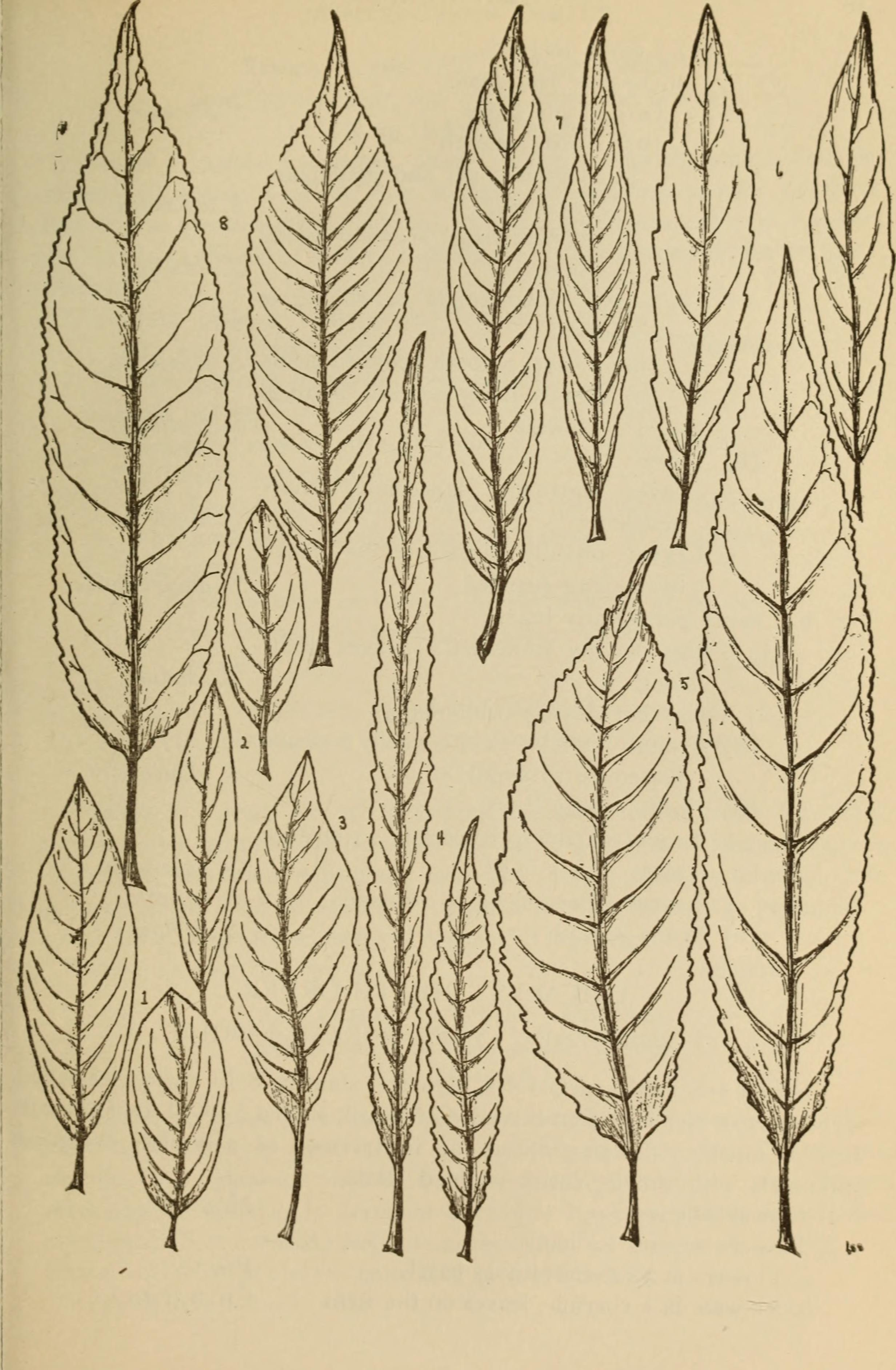
Saules des Rocheuses,
S. Monticola, illustré en 1920.

L'absence de stipules et la petitesse des chatons aident à l'identification de l'espèce ; cependant, elle s'hybride facilement avec les autres saules dans la nature mais les plantes parentes différent par leur morphologie.
L'hybride naturel le plus fréquent est S. geyeriana × S. lemmonii.
Les hybridations avec Salix bebbiana se rencontrent au Montana (Beaverhead); celles avec S. pedicellarisse trouvent dans le Washington ; et celles avec S. irrorata et S. ligulifolia sont rencontrées en Arizona,.

### Hybrides
- - S. g. × S. bebbiana
- S. g. × S. irrorata
- S. g. × S. lemmonii
- S. g. × S. ligulifolia
- S. g. × S. pedicellaris[4],[Note 1].

### Synonymes

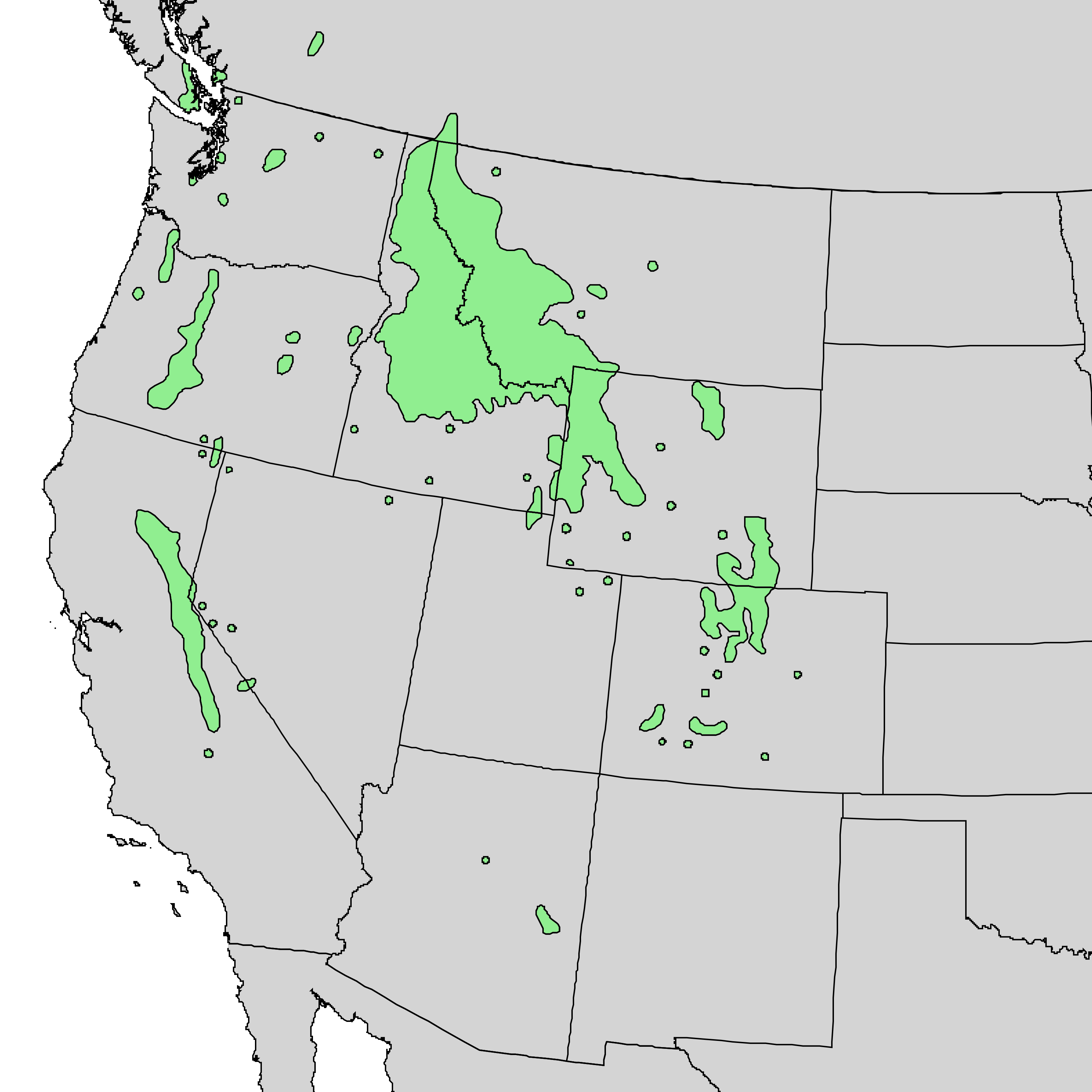
Implantation naturelle de Salix geyeriana.

- - S. geyeriana subsp. argentea (Bebb) E. Murray
- S. g. var. argentea (Bebb) C. K.Schneid.
- S. g. var. meleina J. K.Henry
- S. macrocarpa Nutt. (nom illégitime)
- S. m. var. argentea Bebb
- S. meleina (J.K.Henry) G.N.Jones[4],[6],[2],[9],[10],[11],[12],[13],[14].

## Plus-value pour la faune
S. geyeriana est répandu dans la nature par les élans (Alces alces) et les wapitis (Cervus canadensis), en toutes saisons mais surtout en hiver.
Des Grouses (Phasianidae subf. Tetraoninae), des canards (Anatidae), d'autres petits oiseaux et de petits mammifères se nourrissent de bourgeons, chatons, racines, rameaux et feuilles. C'est par ailleurs une des nombreuses espèces de saule utilisées par les castors (Castor canadensis) pour construire leurs barrages.